# Fuerte de Santa Luzia
El Fuerte de Santa Luzia está ubicado en la cima de un cerro del mismo nombre, a 500 m al sur de la plaza fuerte de Elvas, en la región del Alentejo, en la freguesia de Assumçao, distrito de  Portalegre, en Portugal. Desde el 30 de junio de 2012 fue considerado como Patrimonio Mundial de la Humanidad por la UNESCO En su interior alberga un «Museo Militar»
Junto con el «Forte da Piedade», el «Forte de Saõ Francisco», el «Forte de São Mamede» y el «Forte de Saõ Pedro», conformaron una parte de la defensa de la plaza-fuerte de Elvas e integra hoy día en el complejo «Ciudad-cuartel fronterizo de Elvas y sus fortificaciones».
Su posición dominante, dada su ubicación en la cima de un monte, le daba una parte importante en la defensa de la Plaza fuerte de Elvas, que ha conseguido mantener a lo largo del tiempo en muy buen estado de conservación una buena parte de sus murallas medievales así como la práctica totalidad de su complejo recinto abaluartado. Junto  al Fuerte de Santa María de Gracia, a unos 2 km al norte de la ciudad, este es el otro gran fuerte defensivo de la ciudad de Elvas. Todo este conjunto defensivo tiene a gala el no haber sido nunca tomado por fuerzas enemigas.
En 2014, la fortaleza de Santa Luzia formaba parte de un nuevo proyecto del Ministerio de Defensa Nacional de Portugal, creada con el apoyo de Turismo de Portugal, llamado «turismo militar», que cuenta  con itinerarios históricos basados en héroes portugueses.

## Historia
En el año 1641 Martim Afonso de Melo mandó construir un pequeño reducto sobre el diseño que hizo Matías de Albuquerque, primer y único conde de Alegrete. En ese mismo año Sebastião Frias modificó y mejoró el diseño anterior.  El año siguiente  Hieronimo Rozetti hizo un nuevo trazado que generó una gran polémica y que tuvo como opositor principal  a Carlos Lassart, «Engenheiro-mor do Reino do Portugal». Como consecuencia  de esta situación se formó un grupo integrado por  Cosmander, João Ballesteros, Lassart y Rozetti que se constituyó en «Junta» por indicación del rey, cuyos trabajos estaban bajo la jurisdicción del Consejo de Guerra, para estudiar y mejorar el trazado de este recinto defensivo.  A partir de 1643, Cosmander y Gillot impusieron el trazado final y fue Rui Correia Lucas quien imprimió un gran ritmo a los trabajos de construcción del fuerte. Un año más tarde, en 1644, el  Marqués de Torrescusa tomó el fuerte de Caçarao, en la parte alta de Elvas, durante la  Guerra de Restauración.  Después de la retirada del enemigo se vio la necesidad de conectar el Fuerte de Santa Luzia con Elvas mediante un «camino cubierto», es decir, una ancha y profunda zanja entre ambos, donde los militares de ambos fuertes — Santa Luzia y Caçasao — pudieran recorrerlo a cubierto  del fuego enemigo. En 1648 se finalizó la construcción de las partes más esenciales lo que contribuyó a la mejora de las obras de refuerzo hasta el siglo XIX.

## Características  del fuerte
Es una fortaleza militar abaluartada que sigue el estilo defensivo creado por el ingeniero militar francés Vauban,  tiene planta rectangular y cuatro  baluartes en los vértices. Los cuatro baluartes están bajo las advocaciones de «Santo António», «Santa Isabel», «São Pedro» e «Nossa Senhora da Conceição» que tienen garitas en los ángulos salientes. También cuenta con dos  revellines situados en los flancos orientados al sur y al este y que tienen por nombres «revellín de la Poterna» y «revellín de Badajoz». En el interior tiene un reducto cuadrangular y desde su parte superior domina visualmente todos los terraplenes exteriores lo que dificulta el ataque de fuerzas enemigas. Este reducto se comunica con el recinto principal mediante un «puente durmiente» que, en caso de ser sitiado en fuerte, podía destruirse y ser sustituido rápidamente por un puente levadizo. En la parte superior se encuentra la «Casa do Comando» o puesto de mando. Bajo el terreno y mediante las excavaciones correspondientes se encuentran dos almacenes, cuarteles acasamatados. También dispone de una capilla que está bajo la advocación de Santa Luzia así como dos grandes cisternas.

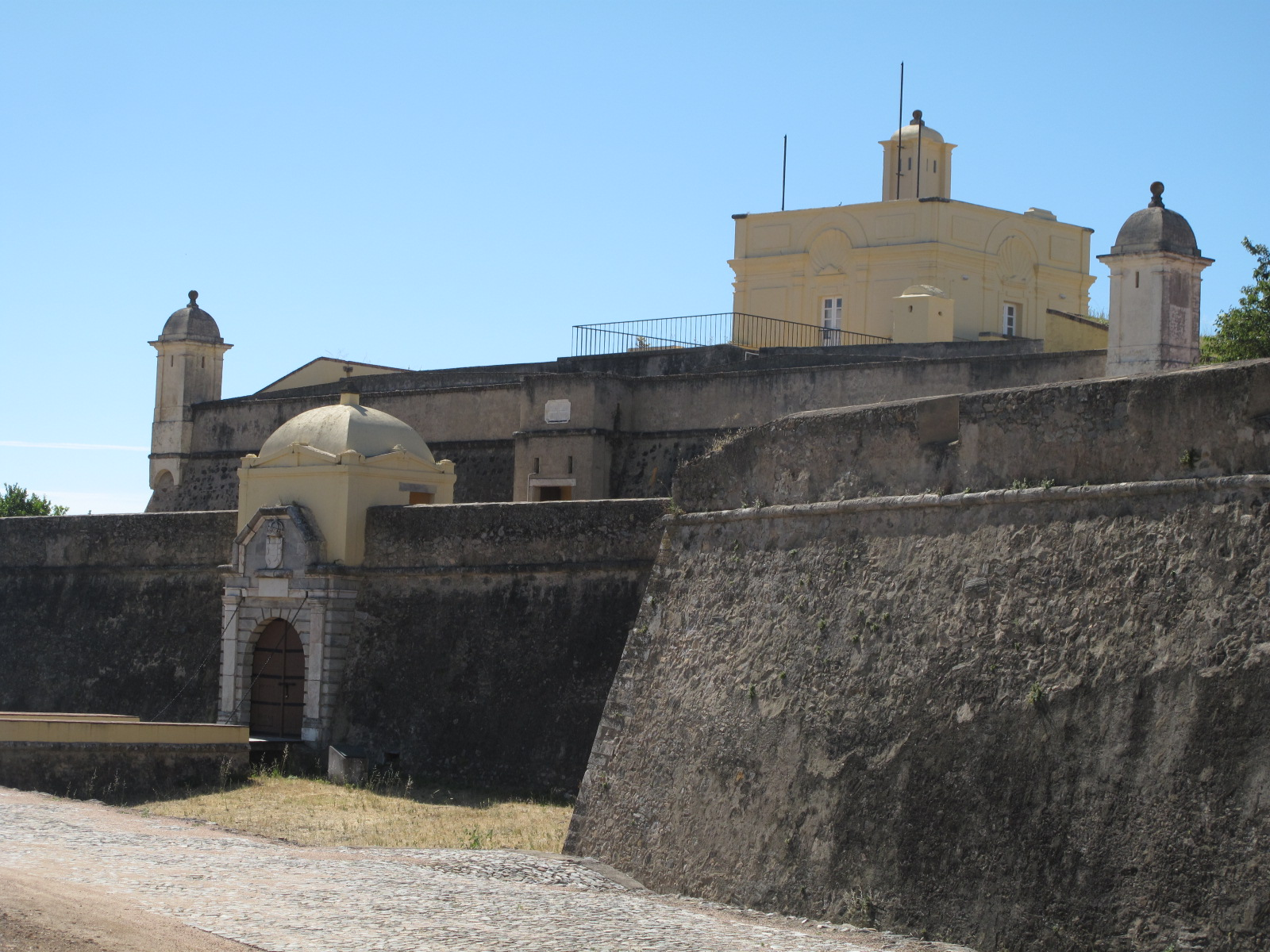
Vista de la entrada principal.

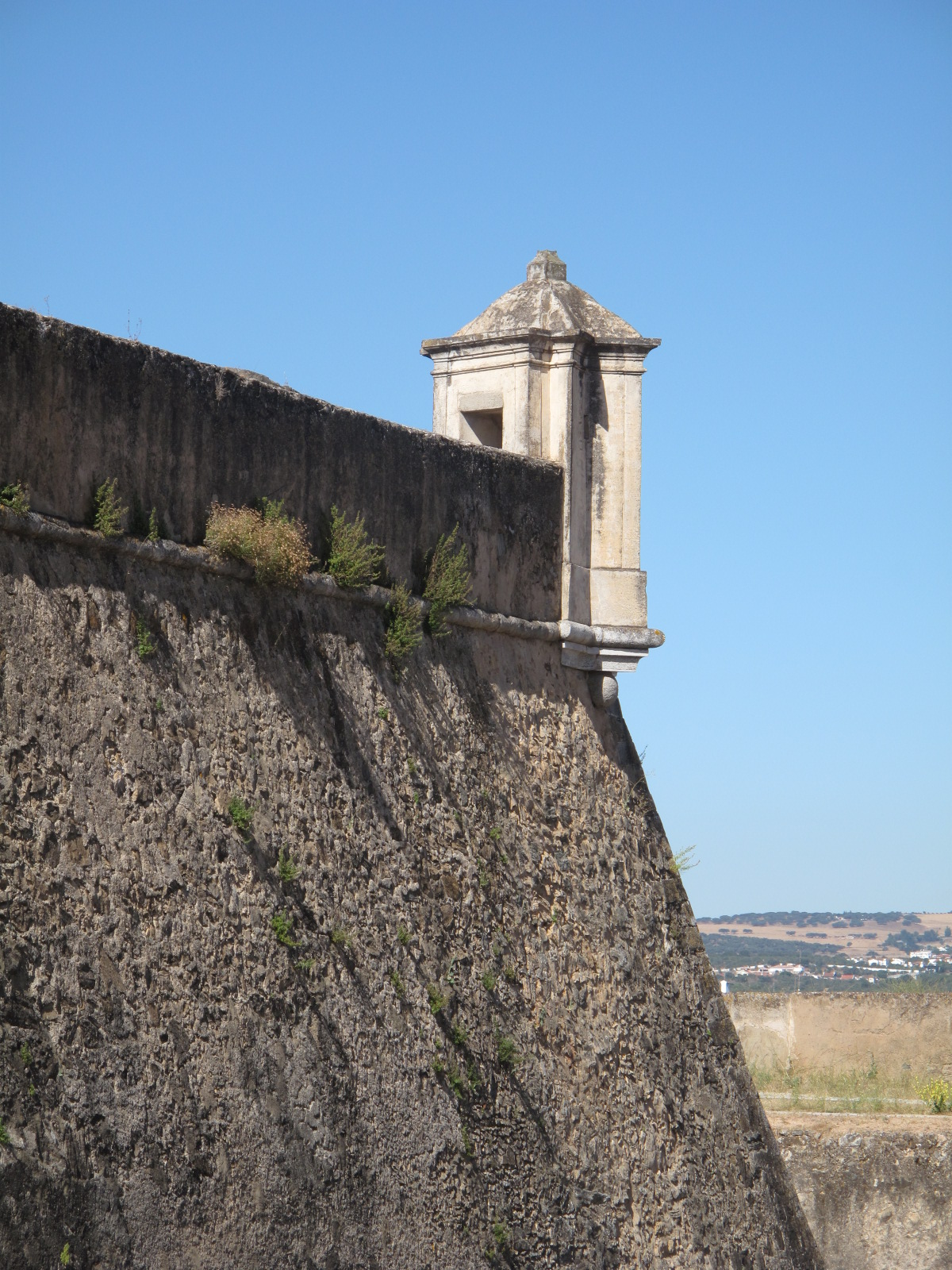
Muralla y garita cuadrada.

En cuanto al sistema defensivo, tiene una primera línea de defensa con trazado poligonal con ángulos entrantes y salientes y varias «vuevas de lobo» en el primer foso. Una puerta exterior en el flanco norte da acceso a una puerta interior en el muro cortina de este flanco y a un segundo foso. Una vez pasada la puerta interior hay un tercer foso. En los terraplenes hay traveses con y sin cañoneras. Sobre el terraplén del muro cortina sur hay construidos casernas, túnel de acceso a la poterna y un almacén. En los lados este y oeste del foso que rodea el reducto central hay unos almacenes techados con tejas y un horno. El adarve de la cortina norte tiene acceso a la puerta del reducto central. Por razones estratégicas, los parapetos de la fortificación abaluartada que se orientan  hacia el norte son mucho menos gruesos que los restantes.
El reducto central tiene planta rectangular donde sus lados mayores son los orientados al norte y al sur. En el primer nivel del reducto hay un patio interior a cielo abierto y otra puerta más que da paso,  en sentido de las agujas del reloj,  al cuarto del cuerpo de guardia, a las instalaciones sanitarias, a unas escaleras de acceso a la azotea, a la capilla que tiene el techo abovedado, a un almacén interior y a una caserna. En un segundo nivel o planta superior está la «Casa del Gobernador» que tiene cuatro compartimentos y puerta de dintel recto rematado por grandes vieiras. En la terraza que rodea la casa hay dos bocas a sendas cisternas, otras dos a almacenes y garitas de sección cuadrada y cañoneras. En un tercer piso o nivel hay una terraza y luminarias que dan a la casa del gobernador.
El fuerte podía llegar a albergar una guarnición de 300 a 400 hombres y disponía de veinticinco cañones. La comunicación con la plaza de Elvas se hacía mediante un camino cubierto en línea recta con parapetos y banquetas a ambos lados de modo que los soldados podían transitar a través de él sin ser alcanzados por disparos directos del enemigo y, mediante las banquetas, poder acosarlos en momentos determinados.

## Batallas libradas

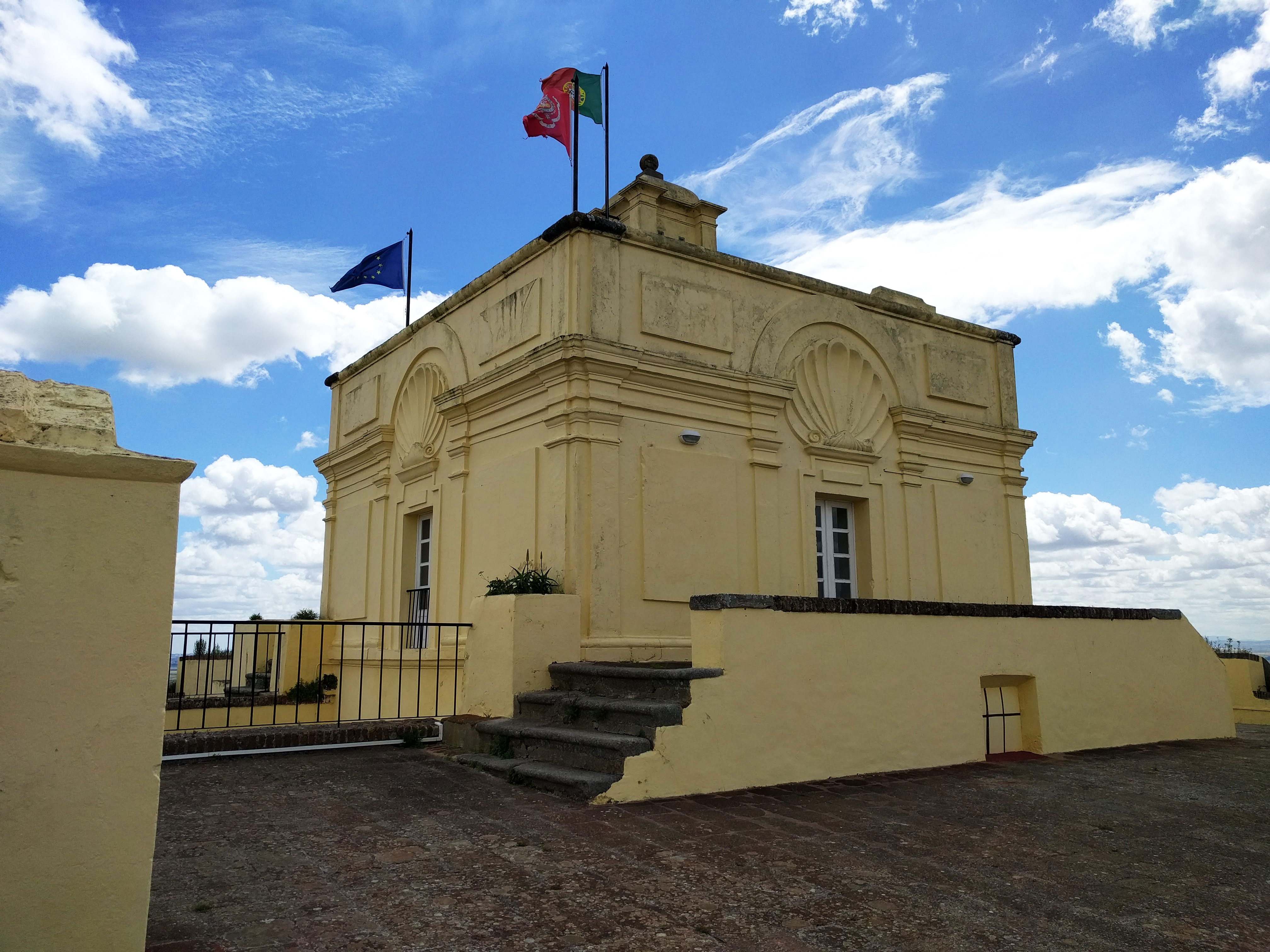
Casa del gobernador en el fuerte de Santa Luzia de Elvas, Portugal.

En 1659 el fuerte sufrió el cerco al que le sometió  Luis de Haro en la Batalla de las Líneas de Elvas el 14 de enero durante la  Guerra de la Restauración portuguesa en la que las tropas portuguesas ofrecieron una dura resistencia a las españolas. En 1706 sufrió el asedio del ejército franco-español en la Guerra de Sucesión Española. Más adelante, en el año 1801,  Manuel Godoy puso cerco al fuerte en el transcurso de la Guerra de las Naranjas y en 1807 fue tomada por las fuerzas del ejército francés durante la  Guerra de la Independencia y a continuación las tropas anglo-lusas pusieron cerco al fuerte. Casi a finales del siglo XIX, en 1884,  se instaló en el fuerte el «Lazareto de Elvas».

## Recintos amurallados próximos
- Recinto abaluartado de Badajoz
- Alcazaba de Badajoz
- Campo Maior
- Olivenza
- Alburquerque
- Elvas
- Fuerte de Nuestra Señora de Gracia